# Bell Challenge 2012
Bell Challenge 2012 var en professionel tennisturnering for kvinder, der blev spillet indendørs på tæppeunderlag. Det var den 6. udgave af Turneringen som var en del af WTA Tour 2012. Turneringen blev afviklet i Quebec, Canada fra den 11. september til 17. september, 2012.

## Finaler

### Single
Kirsten Flipkens vandt over  Lucie Hradecká, 6–1, 7–5
- Det var Flipkens første titel i 2012 og den første i hendes karrierer.

### Double
Tatjana Malek /  Kristina Mladenovic –  Alicja Rosolska /  Heather Watson, 7–6(7–5), 6–7(6–8), [10–7]